# Alépé
Alépé är en ort i Elfenbenskusten, i distriktet Lagunes. Vid folkräkningen 2014 hade den 9 045 invånare.